# ! -attention-
『! -attention-』（アテンション）は、20th Centuryの2ndアルバム。1998年9月30日にavex traxから発売された。

## 概要
20th Centuryのセカンドアルバムである。

## 収録曲
1. BIG FORCE
作詞：椎名祐生、作曲・編曲：野田浩平
2. おやすみ - 井ノ原快彦
作詞・作曲：井ノ原快彦、編曲：鶴田海生
3. Through the blue
作詞：中村邦男、作曲：渡辺未来、編曲：渡辺和紀
4. Error
作詞：六ツ見純代、作曲：渡辺未来、編曲：渡辺和紀
1つ前の曲 Through the blue の3分50秒頃からこの曲のイントロが始まる。
5. Stranger than Paradise - 長野博
作詞：六ツ見純代、作曲：川上明彦、編曲：Happo
6. Working Man
作詞：20th Century、作曲：KEN&SIN、編曲：米光亮
7. Shelter - 坂本昌行
作詞：山田ひろし、作曲：渡辺未来、編曲：鶴田海生
この曲のみ、ベストアルバム「Replay〜Best of 20th Century〜」通常盤に収録された際、イントロのサビが省略されておりいきなり曲から始まる様に変更されている。
8. Another Kind Of Dream
作詞・作曲：安部純、編曲：柿崎洋一郎

## 関連
- 『? -question-』…同じ日に発売されたComing Centuryのオフショットビデオ。